# Foundry Networks
Foundry Networks, Inc. é uma fornecedora de hardware para redes de internet. A empresa foi fundada em 1996 por Bobby R. Johnson, Jr. e foi sediada em Santa Clara, Califórnia, EUA. Em seu primeiro ano a empresa operou sob o nome Perennium StarRidge Networking, mas em janeiro de 1999, trocou seu nome para Foundry Networks. A empresa tem projetado, fabricado e vendido roteadores  bem como soluções de gerenciamento de segurança sem fio, e de tráfego. Ficou conhecida principalmente por produzir componentes ethernet em primeira e segunda camada.
Em 21 de julho de 2009, sofreu a proposta de aquisição pela empresa de telecomunicação Brocade Communications pelo valor de US$ 3 bilhões em dinheiro e ações . Em 8 de novembro, o valor foi reduzido para US$ 2,6 bilhões. A aquisição foi concluída em 18 de dezembro de 2009. 